# 蒙古民主社会主义青年联盟
蒙古民主社会主义青年联盟是蒙古国一個青年组织，也是蒙古人民党下设的4个群众组织之一。

## 历史

### 蒙古革命青年团
该组织的前身是“蒙古革命青年团”。该组织是蒙古人民共和国的青年组织，也是蒙古人民革命党最为重要的外围组织。
蒙古革命青年团最早成立于1921年8月25日。蒙古人民革命党党纲将青年团形容为党的“助手和可靠的后备军”。1986年，青年团有团员235,000人，均为介于15岁至28岁之间的青年。青年团是加强党的队伍建设和促进社会和经济发展的重要力量。成为具有良好表现的青年团员是加入蒙古人民革命党的先决条件。青年团赞助研讨会、讲座和技工学校的举办，提高蒙古青年的思想、教育和文化水平。青年团向青年灌输爱国主义，并鼓励青年加入预备训练以使体能提高，从而在促进青年服务于军队方面发挥了积极作用。
蒙古革命青年团的组织结构类似蒙古人民革命党，青年团有中央委员会、政治局（由委员和候补委员组成）、书记处。Tserendorjiyn Narangerel（1989年时年68岁）于1984年当选为蒙古革命青年团第一书记。1986年，他被选入蒙古人民革命党中央委员会，并成为大人民呼拉尔代表。Tserendorjiyn Narangerel的前任为Lodongiyn Tudev，Lodongiyn Tudev担任第一书记至1983年，后来Lodongiyn Tudev担任蒙古人民革命党的机关报《Unen》（真理报）的总编辑。除了Tserendorjiyn Narangerel之外，1989年时的青年团的领导集体还包括一名第二书记、四名书记。在全国级别之下，青年团在各级单位设有委员会，均由第一书记领导，类似于蒙古人民革命党的组织形式。
蒙古革命青年团是世界民主青年联盟成员，也是国际学生联合会（International Union of Students）的成员。

### 蒙古民主社会主义青年联盟
蒙古实现民主化之后，随着蒙古人民革命党将党的指导思想从马列主义转变为民主社会主义，该组织的名称也随之变更为“蒙古民主社会主义青年联盟”，成为蒙古人民革命党（后更名为蒙古人民党）的下设群众组织之一。
1997年至1999年，乌赫那·呼日勒苏赫任蒙古民主社会主义青年联盟主席。2001年8月，再度被任命为蒙古民主社会主义青年联盟主席。2006年4月，以总书记桑吉·巴亚尔为团长的蒙古人民革命党代表团到中国浙江省访问，蒙古民主社会主义青年联盟主席贡布扎布·赞达沙塔尔随团到访。2010年12月17日，共青团北京市委副书记于庆丰、刘震会见了以蒙古民主社会主义青年同盟副主席桑德·巴彦巴特苏都为团长的蒙古代表团一行。2011年，蒙古民主社会主义青年联盟主席鲁布森那木斯莱·奥云额尔敦担任团长的蒙古国青年代表团到中国访问。